# Raubling
Raubling ist eine Gemeinde im oberbayerischen Landkreis Rosenheim.

## Geografie
Die Gemeinde mit einer Fläche von 44,27 km² liegt im Alpenvorland, direkt am Inn und wenige Kilometer südlich der kreisfreien Stadt Rosenheim. Der höchste Punkt der Gemeinde, der Sulzberg mit 1120 m ü. NHN, liegt in der Gemarkung Großholzhausen. Mit einer Einwohnerzahl von über 11.000 ist Raubling die fünftbevölkerungsreichste Gemeinde im Landkreis.

### Gemeindegliederung
Es gibt 29 Gemeindeteile (in Klammern ist der Siedlungstyp angegeben):
- Aich (Dorf)
- Blodermühle (Einöde)
- Breiteich (Weiler)
- Fernöd (Einöde)
- Gern (Einöde)
- Großholzhausen (Pfarrdorf)
- Grünthal (Dorf)
- Hochrunstfilze (Dorf)
- Hochstraß (Einöde)
- Holz (Dorf)
- Hoppenbichl (Einöde)
- Huben (Weiler)
- Kirchdorf a.Inn (Pfarrdorf)
- Kleinholzhausen (Kirchdorf)
- Langweid (Dorf)
- Moos (Dorf)
- Nicklheim (Kirchdorf)
- Pfraundorf (Pfarrdorf)
- Raubling (Pfarrdorf)
- Redenfelden (Industrieort)
- Reischenhart (Kirchdorf)
- Sonnenholz (Weiler)
- Spöck (Dorf)
- Staudach (Einöde)
- Steinbruck (Einöde)
- Stocka (Einöde)
- Taigscheid (Weiler)
- Thalreit (Weiler)
- Wasserwiesen (Weiler)

### Nachbargemeinden
| Kolbermoor    | Rosenheim (kreisfreie Stadt)                | Rohrdorf                             |
| Bad Feilnbach | Kompassrose, die auf Nachbargemeinden zeigt | Neubeuern                            |
|               | Brannenburg                                 | Nußdorf am Inn (übers Eck anstoßend) |

### Natur
Folgende Schutzgebiete berühren das Gemeindegebiet:
- Landschaftsschutzgebiet Inntal Süd (LSG-00595.01)
- Landschaftsschutzgebiet Hochrunstfilze (LSG-00448.01)
- Landschaftsschutzgebiet Inschutznahme eines Auwaldbestandes in den Kaltenbachauen in der Gemeinde Pang als LSG (LSG-00246.01)
- Fauna-Flora-Habitat-Gebiet Moore um Raubling (8138-372)
- Fauna-Flora-Habitat-Gebiet Auer Weidmoos mit Kalten und Kaltenaue (8138-371)
- Fauna-Flora-Habitat-Gebiet Innauwald bei Neubeuern und Pionierübungsplatz Nussdorf (8238-371)

## Geschichte

### Bis zur Gründung der Vorläufergemeinden
Die Besiedlung des Inntals begann in der Zeit um 2500 v. Chr., als dort Nomaden zunehmend sesshaft wurden, was archäologische Funde von Siedlungsresten in der Gegend belegen. Die Sesshaftigkeit hatte zur Folge, dass eine stärkere Besiedlung einsetzte. Um 500 v. Chr. wurde das Alpenvorland von keltischen Stämmen besetzt. Noch heute lassen sich viele Namen von Flüssen, Bergen und Orten auf keltischen Ursprung zurückführen.
15 v. Chr. eroberten die Römer das Inntal. Das Gebiet westlich des Inns, zu dem später auch Raubling gehörte, nannte man damals Rätien, die Ostseite Norikum. Durch den Einfluss der Römer und ihren Bau von Straßen entstanden, wie auch zur keltischen Zeit, viele neue Orte. Im fünften Jahrhundert wurde das Inntal von den Germanen besetzt, was zur Folge hatte, dass sich Germanen und Römer vermischten und viele Bürger nach Italien abwanderten. Das Inntal war nun in der Hand der Bajuwaren. Hinweise darauf sind die für Bajuwaren typischen Reihengräber und die Bestattung der Toten mit dem Kopf nach Westen. Einige hundert Jahre später wurden archäologische Zeugnisse von Urkunden abgelöst. So wurde in der Zeit von 778 bis 783 Raubling als Rupilinga erstmals urkundlich erwähnt, als es an das Bistum Freising verschenkt wurde. Der Name selbst ist mit großer Wahrscheinlichkeit auf den Bajuwarenfürsten Rupilo zurückzuführen, der die Ortschaft gegründet haben könnte. Später wurde das Gebiet vom Grafen von Falkenstein beherrscht. Grundherren waren jedoch meist Adel und Klöster. An diese politische Zugehörigkeit erinnert noch heute der Falke des Grafen im Raublinger Wappen. Mit dem Tod des letzten Falkensteiners fiel die Grafschaft an die Wittelsbacher. Im 14. Jahrhundert begann ein dunkles Zeitalter im Inntal: Naturkatastrophen, Krankheiten und Truppendurchzüge verheerten das Land. Im 17. Jahrhundert wütete die Pest besonders stark; es gab kaum Überlebende. In Pfraundorf beispielsweise entgingen nur sieben Personen der Pest. Mit dem Ausbau der Straßen entlang des Inns und der Innschifffahrt gewann das örtliche Gewerbe immer mehr an Bedeutung. Die Tradition der Innschifffahrt blieb bis 1938 erhalten, als das letzte Holzfloß von der Eisenbahn abgelöst wurde. 1858 wurde eine der ersten Eisenbahnstrecken eröffnet, die Linie Kufstein-Rosenheim. Durch eine Gebietsreform entstanden im Jahre 1818 die Gemeinden Kirchdorf, Großholzhausen, Kleinholzhausen, Pfraundorf und Reischenhart.

### Namensänderung
Am 26. Juni 1953 wurde die Gemeinde Kirchdorf am Inn amtlich in Raubling umbenannt.

### Eingemeindungen
In seiner heutigen Form existiert Raubling seit dem 1. Mai 1978. Im Rahmen der damaligen Gebietsreform in Bayern wurden die Gemeinden Großholzhausen (mit dem am 22. November 1864 eingegliederten Kleinholzhausen), Pfraundorf und Reischenhart sowie Teile der Gemeinde Pang in die Gemeinde Raubling eingegliedert.

### Einwohnerentwicklung
Zwischen 1988 und 2018 wuchs die Gemeinde von 9.006 auf 11.485 um 2.479 Einwohner bzw. um 27,5 %.

## Politik
24 ehrenamtliche Gemeinderäte bilden mit dem hauptamtlichen Ersten Bürgermeister Olaf Karlsperger (CSU) den Gemeinderat von Raubling. Nach der Wahl vom 15. März 2020 sind die Sitze der Gemeinderäte wie folgt verteilt:
| Partei | Sitze |
| ------ | ----- |
| CSU    | 12    |
| SPD    | 20    |
| FW     | 6     |
| GRÜNE  | 40    |

## Wappen
| Wappen Gde. Raubling | Blasonierung: „Gespalten von Blau und Rot; vorne am Spalt ein halber flugbereiter goldener Falke auf silbernem Berg; hinten ein freistehender silberner Laugenturm.“ |
| Wappen Gde. Raubling | Wappenbegründung: Der halbe Falke steht für die um 1272 ausgestorbene Dynastie der Grafen von Falkenstein. Der Laugenturm repräsentiert die seit 1909 hier bestehende Papierindustrie der Aschaffenburger Zellstoffwerke. Wappenführung seit 1953; in diesem Jahr wurde die Gemeinde Kirchdorf am Inn zu Raubling umbenannt, um der Bedeutung als Industriestandort Rechnung zu tragen. |

## Verkehr
Durch die Gemeinde führt die Bahnstrecke Rosenheim–Kufstein Grenze, Teil der Achse München–Verona. Im Kernort Raubling und in Pfraundorf befinden sich an der Strecke Bahnstationen, die von der Bayerischen Regiobahn im Nahverkehr bedient werden. Raubling liegt direkt am Inntaldreieck, dem Autobahndreieck der A 8 München–Salzburg und der Inntalautobahn A 93 Rosenheim–Innsbruck (-Brenner). Auch die Bundesstraße 15 führte durch Raubling, sie wurde zum 31. Dezember 2015 zur St 2363 abgestuft. In einigen Jahren  soll zudem die derzeit schon teilweise im Bau befindliche autobahnähnliche Bundesstraße 15n am bis dahin entstandenen Dreieck Raubling auf die A 93 stoßen.
Busverkehr: Raubling ist mit 6 bzw. 7 (Wendelstein-Ringlinie, fährt nur zwischen Mai und November) Buslinien an den Regionalverkehr Oberbayern angeschlossen. Durch die Linien 38, 52, 9490, 9572, 9573 und 9574 bestehen Verbindungen nach Rosenheim, Kufstein, Nußdorf am Inn, Kiefersfelden, Oberaudorf, Brannenburg, Neubeuern, Bad Feilnbach, Rohrdorf und Flintsbach sowie mit der Wendelstein-Ringlinie zwischen Mai und November nach Bayrischzell und Fischbachau. Am Wochenende verkehrt eine Nachtlinie (N5) nach Rosenheim und Kufstein.
Der Ortsteil Kirchdorf am Inn liegt am Bodensee-Königssee-Radweg, welcher in Lindau beginnt und zum Königssee bei Berchtesgaden führt.

## Wirtschaft
Bedingt durch die günstige Verkehrsinfrastruktur ist Raubling ein wichtiger Wirtschaftsstandort im Landkreis Rosenheim. Insbesondere die Papierfabrik hat Raubling in der Vergangenheit stark geprägt. Dieser Bedeutung trägt unter anderem das Raublinger Wappen Rechnung. In der rechten Hälfte ist der ehemalige Laugenturm der Papierfabrik zu sehen. Aufgrund des Verkaufes der damaligen Papierwerke Waldhof-Aschaffenburg an die schwedische SCA und der anschließenden Zerlegung und Teilverkäufe in den 1990er Jahren nahm die Bedeutung der Papierfabrik ab und andere Unternehmen (einige aus der Stadt Rosenheim) siedelten sich an. Zuletzt wurde die Papierfabrik 2016 von Mondi an die Heinzel-Gruppe verkauft. 2024 wurde das Werk stillgelegt.
Während die Ortsteile Raubling/Redenfelden von der Industrie geprägt sind, sind zum Beispiel im Ortsteil Großholzhausen (2004: 1200 Jahre) noch die dörflichen, bäuerlichen Wurzeln zu erkennen. Bedingt durch die steigende Entwicklung im Bereich Wirtschaft und Bevölkerung (z. B. Pendler nach Rosenheim/München) wirken sich jedoch die Veränderungen nicht nur mehr in Raubling, sondern auch in den anderen Ortsteilen aus und verändern die ursprüngliche dörfliche Struktur nachhaltig.

## Bildung
Folgende Kindergärten werden angeboten:
| in den Ortsteilen                                      | Raubling                                       |
| ------------------------------------------------------ | ---------------------------------------------- |
| Sankt Georg, kommunaler Kindergarten in Großholzhausen | Raupennest, evang. Kindergarten und Kinderhort |
| Sonnenblume, evang. Kindergarten in Kirchdorf am Inn   | Sankt Michael, kath. Kindergarten              |
| Sankt Nikolaus, kath. Kindergarten in Pfraundorf       | Pusteblume, evang. Kindergarten                |

Die Michael-Ende-Schule, verteilt auf drei Schulhäuser in Kirchdorf, Redenfelden und Raubling, hat über 400 Grundschüler in 17 Klassen und fast 600 Hauptschüler in 16 Klassen. Die Schule bietet für das Netzwerk der Hauptschulen im Inntal den M-Zug (Mittlerer Bildungsabschluss) an.
Das moderne Raublinger Gymnasium nahm mit dem Schuljahr 1997/1998 den ersten Unterricht auf. Momentan werden dort 998 Schüler von über 100 Lehrkräften in 30 Klassen (+Q11 und Q12) unterrichtet (Stand: Ende Schuljahr 2013/14).

## Persönlichkeiten
- Hans Widera (1887–1972), Wirtschaftsjurist
- Josef Sigllechner (1916–2008), Pfarrer, Gründer der Pfarrei Hl. Kreuz und des Kindergartens Sankt Michael (seit 1991 Ehrenbürger der Gemeinde Raubling)
- Walter Barfuß (1955–1999), Bobfahrer
- Elisabeth von Samsonow (* 1956), Philosophin und Bildhauerin
- Katharina Bauer (* 1995), Bogenschützin
- Johanna Puff (* 2002), Biathletin